# Estação Vuosaari
Vuosaari (em finlandês:  Vuosaaren metroasema, em sueco:  Nordsjö) é uma estação da linha  M1 do Metro de Helsínquia.

## Localização

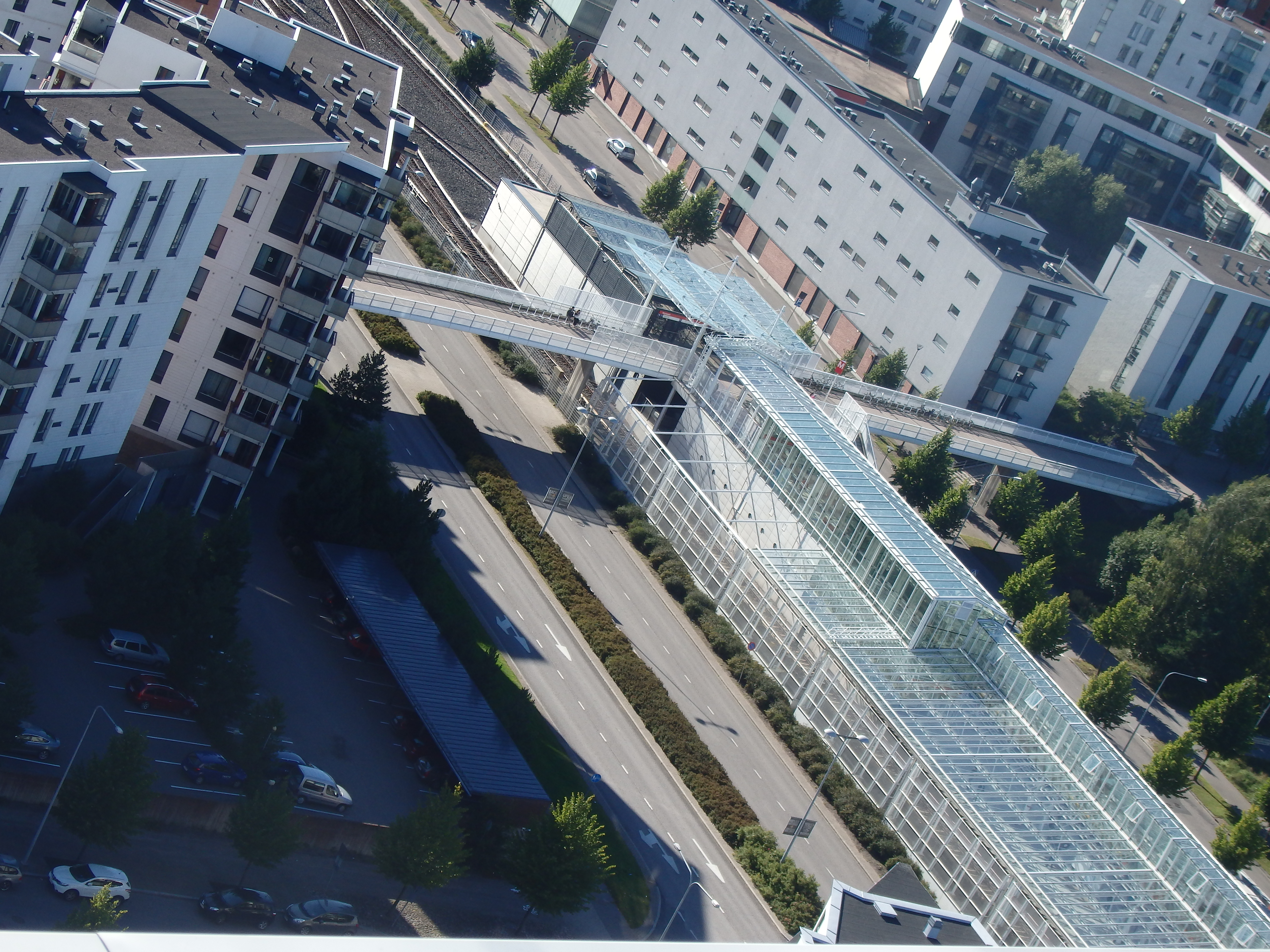
Vista da estação.

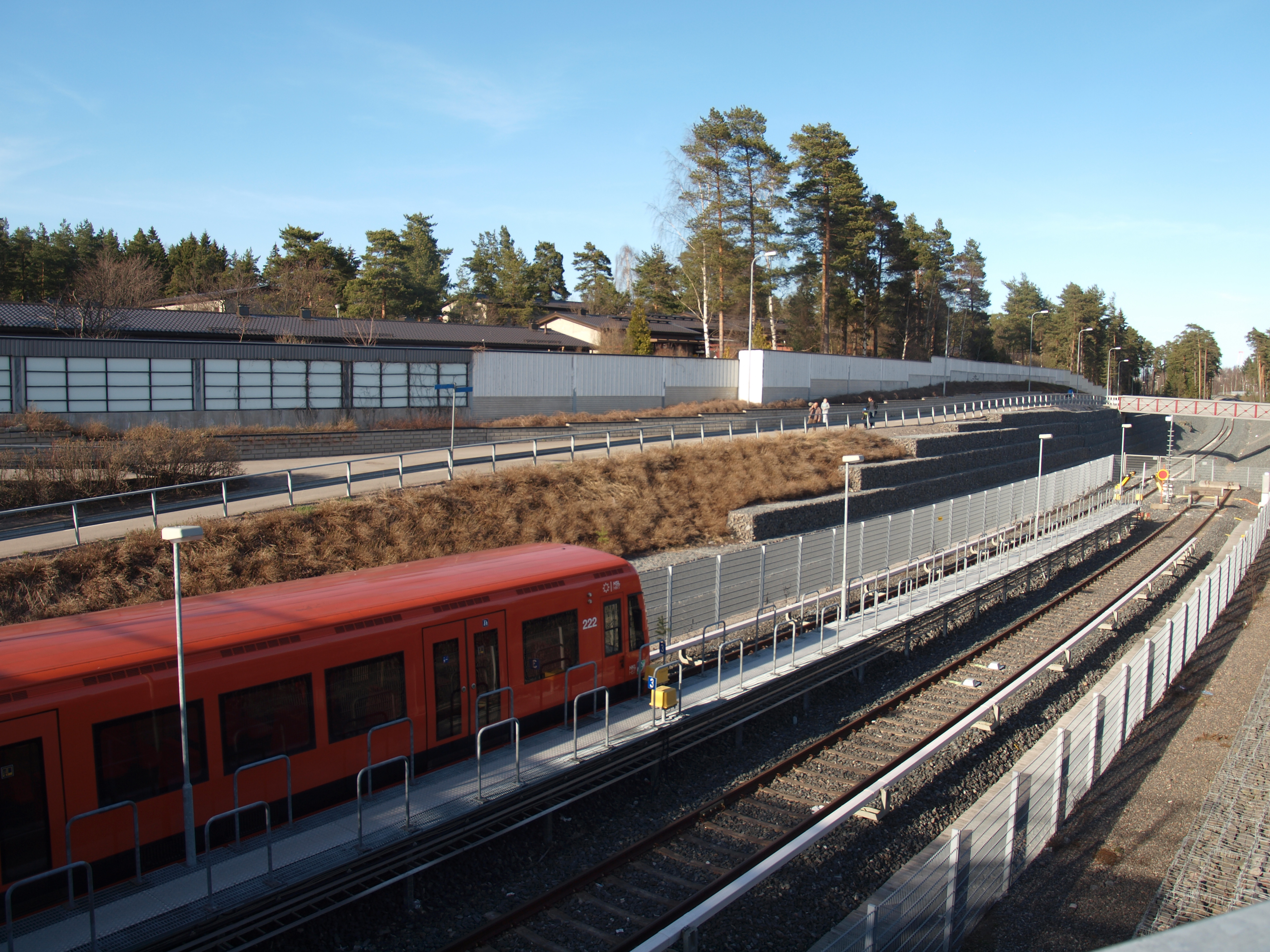
Vias após a estação: a via da esquerda segue para o porto de Vuosaari.

A estação está situada no  distrito de Vuosaari, na cidade de Helsinque. É o terminal leste da linha M1 e fica a aproximadamente 1,2 km da Estação de Rastila. O outro terminal da linha, a Estação Ruoholahti, está localizado a 16 km de distância.

## História
A estação foi inaugurada em 31 de agosto de 1998 com projeto do escritório de arquitetura Esa Piironen Oy.
Em 2011, foi criado um ramal ferroviário com 1,4 km de extensão desde o final da estação de Vuosaari até o porto de Vuosaari. A linha auxiliar conecta a linha do metrô à rede ferroviária e substituiu a linha ferroviária de serviço anterior, mais longa, que passava pelo distrito de Viikki e que necessitava de trabalhos de renovação. O ramal é utilizado para mover máquinas e materiais de construção para expansão da linha principal.